# Đông Makedonía và Thráki
Đông Makedonía và Thráki (tiếng Hy Lạp: Ανατολική Μακεδονία και Θράκη, đã Latinh hoá: Anatolikí Makedonía ke Thráki, chính thức Περιφέρεια Ανατολικής Μακεδονίας και Θράκης) là một trong 13 vùng của Hy Lạp, giáp biên giới với tỉnh Edirne của Thổ Nhĩ Kỳ và các tỉnh Blagoevgrad, Smolyan, Kardzhali, Haskovo của Bulgaria. Vùng bao gồm phần đông bắc của đất nước, tức phần phía đông của vùng Makedonía cùng với vùng Thráki, và các đảo Thasos và Samothrace.

## Hành chính
Đông Makedonía và Thráki được thành lập trong cuộc cải cách đơn vị hành chính năm 1987. Với kế hoạch Kallikratis năm 2010, quyền lực và thẩm quyền của vùng được tổ chức lại và mở rộng. Cùng với Trung Macedonia, nó đơ]cj điều hành bởi Chính quyền Phân quyền Macedonia và Thrace đặt tại Thessaloniki. Thủ phủ của vùng là Komotini. Vùng được phân chia thành các đơn vị thuộc vùng Drama, Kavala và Thasos thuộc vùng lịch sử Macedonia và Xanthi, Rhodope andvà Evros thuộc vùng lịch sử Thrace. Trước cải cách Kallikratis, các đơn vị thuộc vùng (ngoại trừ Thasos, là một phần của Kavala) được quản lý như các quận riêng biệt.

## Đô thị chính
- Alexandroúpoli (Αλεξανδρούπολη) - 65.894 người
- Dráma (Δράμα) - 56.062 người
- Kavála (Καβάλα) - 74.186 người
- Komotiní (Κομοτηνή) - 66.580 người
- Xánthi (Ξάνθη) - 55.360 người